# Propil

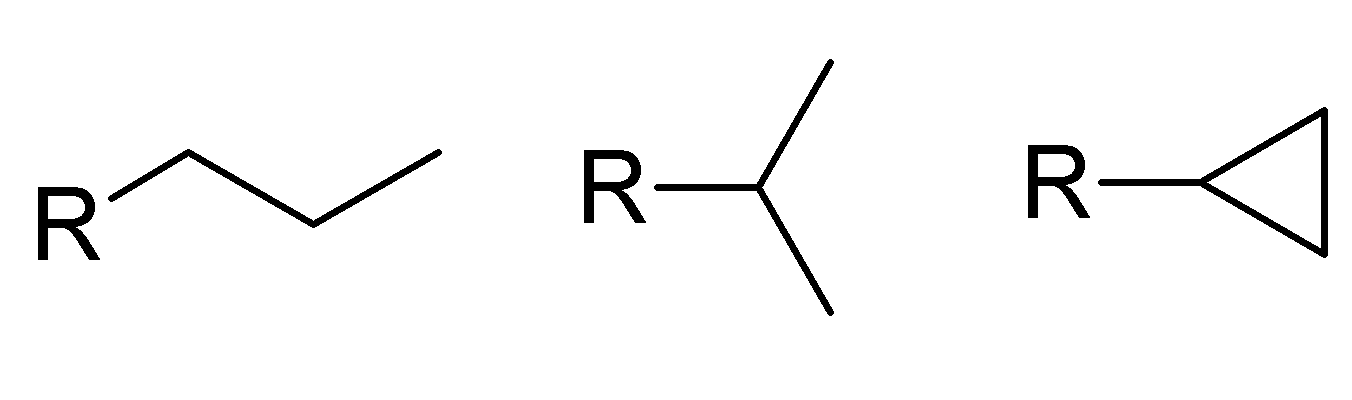
De la stânga la dreapta: cele două forme izomere ale propilului (n-propil, izopropil), și o grupă ciclopropil

În chimia organică, propil este o grupă alchil formată din trei atomi de carbon, cu formula chimică –CH
2CH
2CH
3 (în forma sa liniară). Din punct de vedere teoretic, este un substituent obținut prin eliminarea unui atom de hidrogen legat de un carbon terminal din molecula de propan. Se reprezintă de obicei cu simbolul Pr (dar nu trebuie confundat cu elementul praseodim).
Forma izomeră a grupei propil se obține prin ramificarea atomilor de carbon la carbonul central, și se numește 1-metiletil sau mai comun izopropil, cu formula chimică –CH(CH
3)2.

## Exemple

Structura chimică a acetatului de propil.

Următorii compuși conțin o grupă propil:
- Acetat de propil (acetat de n-propil)
- Propanol, denumirea generală pentru:
  - 1-propanol (alcool n-propilic)
  - izopropanol (alcool izopropilic)